# Эводий Руанский

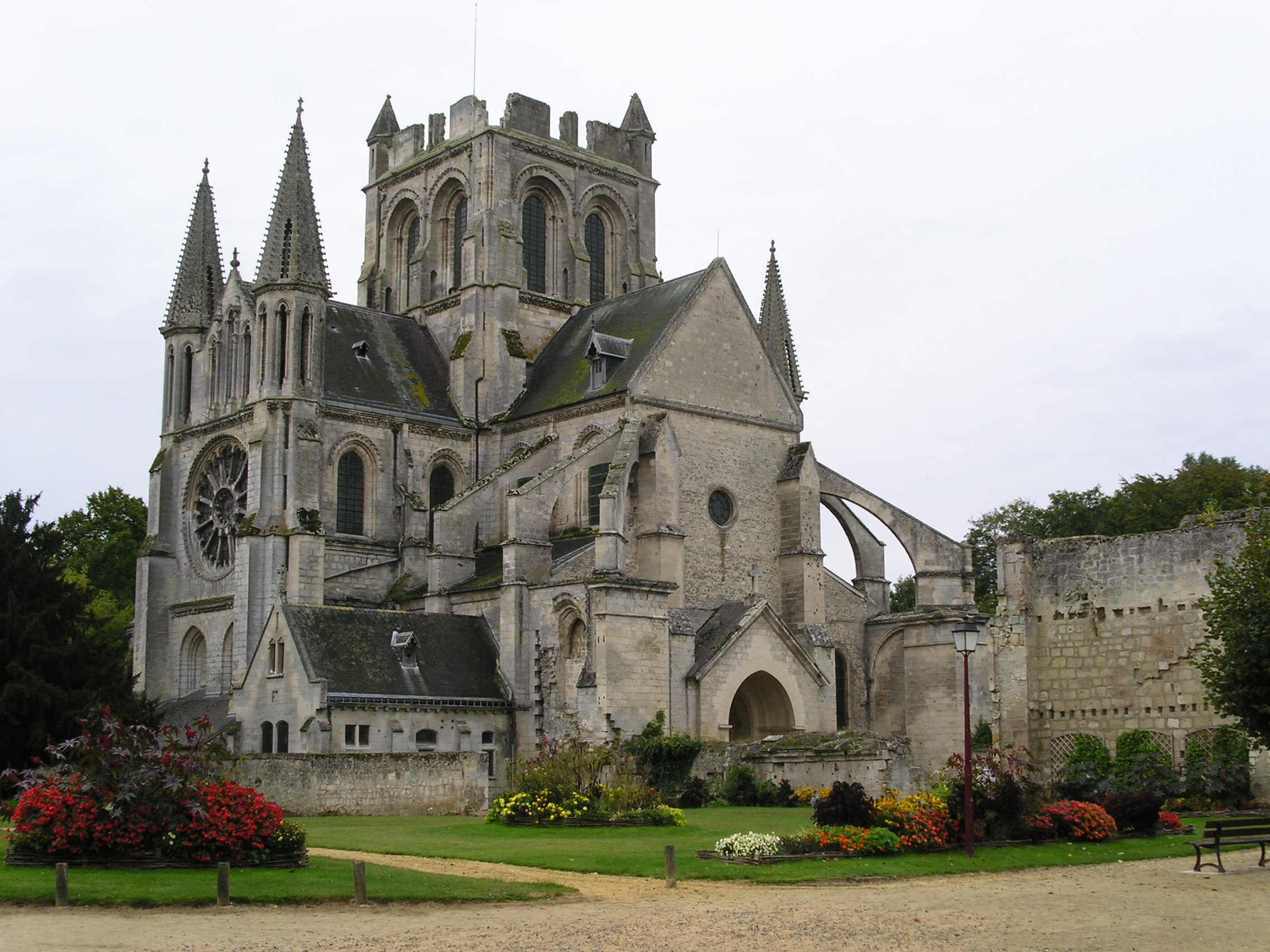
Храм Святого Иведа в Брэне

Эводий (лат. Evodius; умер в V веке) — святой епископ Руана (упоминается около 422). День памяти — 8 октября.

## Биография
Святой Эводий был епископом Руана приблизительно в 422 году. Он скончался в Анделизе. Как сообщал дом Поммерэ (Pommeraye), случался потоп «от слёз, истекавших при его молитве». Его могила находится в основании собора Руана.
Единственное место во Франции, посвящённое святому и носящее его имя — это храм святого Иведа в Брэне (Église abbatiale Saint-Yved de Braine), (Эна).
Чтобы защитить мощи святого во время нашествия норманнов, они были перенесены в IX веке в форт Брен (около Суассона). Храму, в котором они находилось, было поручено в XIX веке обеспечить их доставку в Руанский собор, в котором он служил, под покровительство архиепископа Руанского кардинала Анри де Боншоза.
Школа святого Эвода собора в Руане (Maîtrise Saint-Evode) известна с XIX века.